# Nokia 3.2
Il Nokia 3.2 è uno smartphone del 2019 a marchio Nokia sviluppato da HMD Global, successore del Nokia 3.1.

## Caratteristiche tecniche

### Hardware
Il Nokia 3.2 è uno smartphone con form factor di tipo slate, le cui dimensioni sono di 159.4 x 76.2 x 8.6 millimetri e pesa 181 grammi.
Il dispositivo è dotato di connettività GSM, HSPA, LTE, di Wi-Fi 802.11 b/g/n, hotspot, di Bluetooth 4.2 con A2DP, aptX ed LE, di GPS con A-GPS, BDS e GLONASS e di radio FM. Ha una porta microUSB 2.0 OTG ed un ingresso per jack audio da 3.5 mm.
Il Nokia 3.2 è dotato di schermo touchscreen capacitivo da 6,26 pollici di diagonale, di tipo IPS LCD con aspect ratio 19:9 e risoluzione HD+ 720 x 1520 pixel (densità di 269 pixel per pollice). Il frame laterale ed il retro sono in plastica.
La batteria agli ioni di litio da 4000 mAh non è removibile dall'utente. Supporta la ricarica rapida a 10W.
Il chipset è uno Snapdragon 429. La memoria interna di tipo eMMC 5.1 è di 16/32 GB, espandibile con microSD, mentre la RAM è di 2/3 GB.
La fotocamera posteriore ha un sensore da 13 megapixel e apertura f/2.2, dotata di autofocus e flash LED, in grado di registrare al massimo video Full HD a 30 fotogrammi al secondo, mentre la fotocamera anteriore è da 5 megapixel, con f/2.2.

### Software
Il sistema operativo è Android, in versione Android 9 Pie, con Android One, aggiornabile ad Android 10.

## Commercializzazione
Il dispositivo è stato rilasciato a maggio 2019, ed è dual SIM.